# Tilacínids
Els tilacínids (Thylacinidae) foren una família extinta de marsupials carnívors. L'últim representant d'aquest grup, el llop marsupial, s'extingí el 1936.